# Elizabeth Conyngham
Elizabeth Conyngham (szül. Denison) (1769. július 31. – Canterbury közelében, 1861. október 11.) angol udvarhölgy, nemesasszony.
Szülei: Joseph Denison, rendkívül sikeres bankár és Elizabeth Butler.
1794. július 5-én, 24 évesen hozzáment az akkor 27 esztendős ír nemesúrhoz, Henry Conyngham vikomthoz, akinek házasságuk 38 éve során öt gyermeket szült, három fiút és két leányt. Annak ellenére, hogy szép, érzéki asszony volt, sokan még az arisztokrácia köreiből is elítélték őt vulgáris stílusa, kapzsi, ravasz jelleme miatt, mégis rengeteg csodálója és szeretője akadt, köztük a későbbi I. Miklós orosz cár.
A Conynghamek – nemesi származásuk dacára – nem rendelkeztek jó kapcsolatokkal a felsőbb körökben, így Wellington hercege szerint Elizabeth már 1806 elején elhatározta, hogy meghódítja a leendő IV. György brit királyt. Csakhogy a trónörökös akkor még másik szeretőt tartott, Isabella Ingram-Seymour-Conway márkinét, akivel 1819-ig folytatott viszonyt. A régensherceg, aki édesapja, a mentálisan gyenge III. György brit király nevében kormányzott nyolc éven át, 1820. január 29-én, 57 évesen lépett trónra, IV. György néven.

## Viszonya IV. Györggyel
Elizabeth 1820-ban lett az újdonsült uralkodó, IV. György ágyasa, s a királyt sikerült teljesen a bűvkörébe vonnia. Amikor György megcsókolta az asszony kezét, állítólag tekintete csak úgy izzott a szerelemtől. Amíg az uralkodó és hitvese, Brunszviki Karolina királyné közötti válóper folyt, csalfa férje az illendőség kedvéért nem találkozhatott Lady Conynghammel, s György emiatt láthatóan unott képű és szomorú volt a bírósági eljárás folyamán. Amikor 1821. július 19-én Györgyöt ünnepélyes keretek közt megkoronázták, a ceremónia alatt állítólag folyton Elizabeth-et bámulta és felé kacsintgatott.
Lady Conyngham és György intim kapcsolata igen kedvezően hatott az asszony családjának társadalmi felemelkedésére. Elizabeth férjéből Conyngham első márkija lett, s a brit arisztokrácia egyik elismert tagja. Ugyancsak 1821-ben, a király megkoronázását követően hivatalosan bejelentették Henry kinevezését a Királyi Államtanácsba is, ezen kívül pedig még további tisztségekhez jutott hozzá felesége előnyös pozíciója révén. Az újdonsült márki lett például a királyi udvartartás legfőbb gazdasági intézője, valamint a windsori kastély kormányzója is. Elizabeth másodszülött fia lett az udvari ruhamester és a királyi lakosztályfelelős, mely címek hatalmas megtiszteltetést jelentettek még egy született főnemes számára is. Elizabeth-nek sikerült befolyásos támogatókra szert tennie a whig párt soraiban is, ám ő maga nem dédelgetett politikai ambíciókat, s kizárólag családja anyagi helyzetének javításán fáradozott.
Amikor Lady Conyngham azt kérte, hogy fia tanítója a windsori Szent György-kápolna kánonja legyen, az akkori miniszterelnök, Lord Liverpool (Robert Jenkinson, Liverpool 2. grófja) azzal fenyegetőzött, hogy lemond tisztségéről, ha az uralkodó mégis teljesíti ágyasa óhaját. Több okból is, de elsősorban Elizabeth és egy másik előkelő hölgy, Castlereagh vikomtné (Amelia Anne Hobart grófnő, később Robert Stewart felesége) IV. Györgyre gyakorolt befolyása miatt romlott meg a király és a kormánya közötti, kompromisszumokon alapuló kapcsolat. Elizabeth-nek 1822-ben sikerült meggyőznie az általa gyűlölt Benjamin Bloomfield (a királyság pénzügyeiért felelős miniszter) leváltásáról Györgyöt, utódja ezen a poszton pedig William Knighton lett, az uralkodó közeli barátja. Knighton hatékony gazdasági stratégiát dolgozott ki, így rövid időn belül radikálisan sikerült csökkentenie György tetemes adósságát, ezért hálából a király uralkodása további hét éve során is ő maradt meg ezen a rendkívül felelősségteljes poszton.
Sokak mellett Dorothea Lieven hercegné (Christopher Lieven hercegnek, a későbbi II. Sándor orosz cár tanítójának felesége) is lenézte és erősen becsmérelte Lady Elizabeth-et. Azt mondta róla, hogy: „Nincsenek saját gondolatai és ötletei, mások szavait használja, de kinyújtja kezét a gyöngyökért és gyémántokért, melyeket később egy hatalmas erkélyen állva visel, hogy mindenki irigykedjen rá.”
Az idő haladtával az öregedő, megfáradt király egyre inkább függött a szép márkiné törődésétől, ugyanis a férfi ekkor már állandó hangulatingadozásoktól és egészségügyi gondoktól szenvedett. S habár György egyre türelmetlenebb és kiszámíthatatlanabb lett, vonzalma az asszony iránt sosem szűnt meg.

## IV. György halála után
A királlyal való szerelmi viszonyának György hirtelen halála (1830. június 26.) vetett véget. György Lady Conynghamre hagyta értékes tányérjait és ékszereit, ám az asszony visszautasította örökségét. Az asszony György temetésén nyilvánosan törte el a néhai király hivatali botját, hogy az utána következő uralkodó már ne is tarthassa kezében azt. (IV. György utódja a trónon öccse, IV. Vilmos lett, aki 1837. június 20-ig állt a birodalom élén.) Ezután a gyászoló márkiné elhagyta a windsori kastélyt és Párizsba távozott. Hitvese, Henry két év múlva, 1832. december 28-án, csupán két nappal a 66. születésnapja után halt meg, a londoni Hamilton Palotában.
Habár IV. Vilmos uralkodása alatt végig, Viktória brit királynő uralkodásának pedig első 24 évében a márkinét kitiltották a királyi udvarból, Elizabeth fia, Francis lett Vilmos lordkamarása. Francis Conyngham, Canterbury érsekével az oldalán volt az első, aki térden állva, kézcsókkal hódolatát fejezte ki a trónra lépő újdonsült királynőnek, Viktóriának, meghozva neki a hírt apai nagybátyja, IV. Vilmos király haláláról.
Elizabeth Conyngham fiának, Francisnek a legidősebb leánya, Jane később Viktória királynő egyik közeli bizalmasa s főudvarhölgye volt, 1854 és 1900 között, 46 éven át.